# Gorgeous Grampa
"Gorgeous Grampa" é o décimo quarto episódio da vigésima quarta temporada de The Simpsons. Sua emissão ocorreu em 3 de março de 2013 nos Estados Unidos.

## Enredo
A família descobre que Abe Simpson costumava ser um antigo lutador do tipo de Gorgeous George. Bart também decide se tornar um lutador, mas Homer desaprova.

## Audiência
Em sua exibição original, o episódio foi assistido por 4,66 milhões de espectadores.